# Tratado de paz Israel-Jordânia

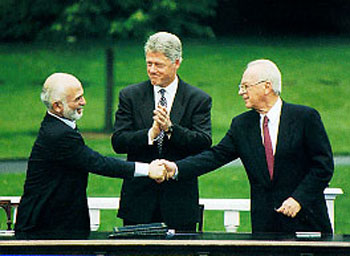
Aperto de mão entre Hussein I da Jordânia e Yitzhak Rabin, acompanhados por Bill Clinton, durante as negociações Israel-Jordânia, 25 de julho de 1994.

O tratado de paz Israel-Jordânia (formalmente o "Tratado de Paz entre o Estado de Israel e o Reino Hachemita da Jordânia"), às vezes referido como o Tratado de Wadi Araba, é um acordo que encerrou o estado da guerra que existiu entre os dois países desde a guerra árabe-israelense de 1948 e estabeleceu relações diplomáticas mútuas. Além de estabelecer a paz entre os dois países, o tratado também resolveu disputas de terra e água, proporcionou ampla cooperação em turismo e comércio, e obrigou os dois países a evitar que seu território fosse usado como palco para ataques militares de um terceiro país.
A cerimônia de assinatura ocorreu no cruzamento da fronteira sul de Arabah, em 26 de outubro de 1994. A Jordânia foi o segundo país árabe, depois do Egito, a assinar um acordo de paz com Israel.

## História
Em 1987, o ministro israelense das Relações Exteriores, Shimon Peres, e o rei Hussein tentaram secretamente arranjar um acordo de paz no qual Israel concederia a Cisjordânia à Jordânia. Os dois assinaram um acordo que define uma estrutura para uma conferência de paz no Oriente Médio. A proposta não foi consumada devido à objeção do primeiro-ministro israelense Yitzhak Shamir. No ano seguinte, a Jordânia abandonou sua reivindicação à Cisjordânia em favor de uma resolução pacífica entre Israel e a OLP.
As discussões começaram em 1994. O primeiro-ministro israelense Yitzhak Rabin e o ministro das Relações Exteriores Shimon Peres informaram ao rei Hussein que, após os acordos de Oslo com a OLP, a Jordânia poderia ser "deixada de fora do grande jogo". Hussein consultou o presidente egípcio Hosni Mubarak e o presidente sírio Hafez al-Assad. Mubarak o encorajou, mas Assad disse-lhe apenas para "falar" e não assinar nenhum acordo. O presidente dos EUA Bill Clinton pressionou Hussein para iniciar negociações de paz e assinar um tratado de paz com Israel e prometeu-lhe que as dívidas da Jordânia seriam perdoadas. Os esforços tiveram sucesso e a Jordânia assinou um acordo de não beligerância com Israel. Rabin, Hussein e Clinton assinaram a Declaração de Washington em Washington, D.C., em 25 de julho de 1994. A Declaração diz que Israel e Jordânia acabaram com o estado oficial de inimizade e iniciariam negociações para alcançar o "fim do derramamento de sangue e tristeza "e uma paz justa e duradoura.

## Conteúdo
O contrato contém 30 artigos. O artigo 1º estipula que a partir de agora haverá paz entre os dois estados. O Artigo 3 descreve a demarcação: a fronteira entre Israel e Jordânia é o Rio Jordão; em caso de alteração do curso do rio, a divisa teria que ser redesenhada. A fronteira no trecho entre Ein Gedi e Bet She'an não está determinada, já que Jordan insiste que a demarcação final deve ser feita em conjunto com a Autoridade Palestina. O Artigo 6 contém a garantia de que a Jordânia tem permissão para retirar grandes quantidades de água do Jordão.